# جيل ريف
جيل ريف (بالإنجليزية: Jill Reeve) هي لاعبة هوكي الحقل أمريكية، ولدت في 1 نوفمبر 1969.

## وصلات خارجية
- جيل ريف على موقع أوليمبيديا (الإنجليزية)